# Super-Besse
Super-Besse es una estación de esquí francesa situada en el macizo Central, en la vertiente sur del pico de Sancy.
Está situado en la comuna de Besse-et-Saint-Anastaise, dentro del parque natural regional de los volcanes de Auvernia, en el departamento de Puy-de-Dôme (región de Auvernia). Ubicado a una altitud de 1.300 metros sobre el nivel del mar, se encuentra a 50 km de la ciudad de Clermont-Ferrand (143.000 habitantes, y capital departamental y regional).

## Instalaciones
- 27 pistas de esquí alpino (43 km)
  - 5 verdes
  - 9 azules
  - 9 rojas
  - 4 negras
- 16 pistas de esquí de fondo (118 km)
  - 3 verdes
  - 6 azules
  - 4 rojas
  - 3 negras
- Boardercross
- Snowpark
- Ciclismo de montaña
  - 19 trazados de cross country
  - 6 pistas de downhill
  - 1 bike-park

El área esquiable se extiende a "Grand Sancy" gracias a la conexión con la estación de esquí de Mont-Dore, situada en la vertiente norte del Pico de Sancy. Sin embargo esta conexión rara vez se encuentra abierta debido a las inclemencias del tiempo (fuertes vientos, hielo, niebla...).

## Ciclismo
La estación ha servido como final en alto de la etapa en cuatro ediciones del Tour de Francia. Se trata de una ascensión que ha sido catalogada como de segunda o tercera categoría, al ser un puerto tendido sin grandes pendientes.
| Edición | Ganador            | Líder          |
| ------- | ------------------ | -------------- |
| 1978    | Paul Wellens       | Joseph Bruyère |
| 1996    | Rolf Sørensen      | Bjarne Riis    |
| 2008    | Alejandro Valverde | Kim Kirchen    |
| 2011    | Rui Costa          | Thor Hushovd   |